# RL10

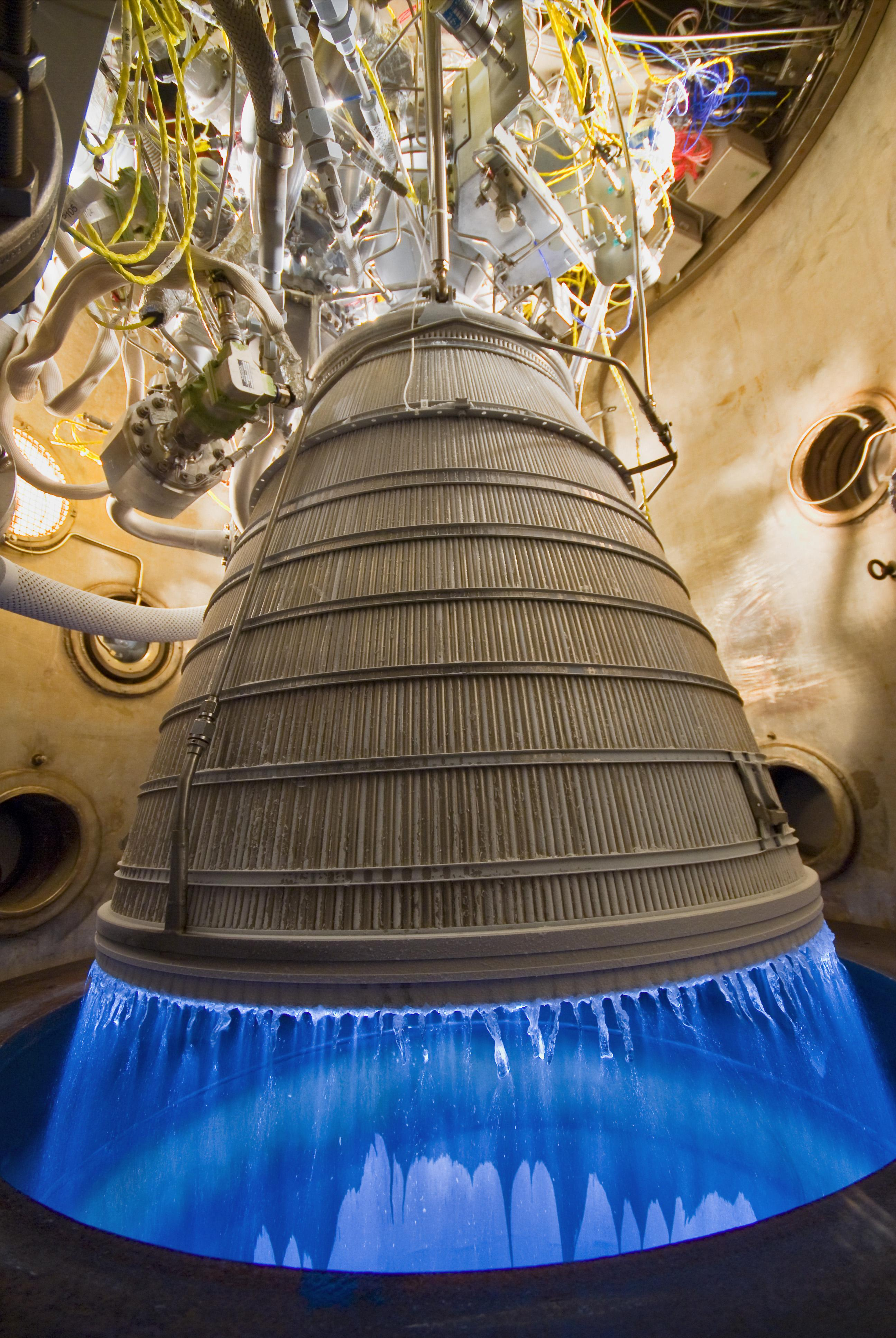
Raketentriebwerk in einem Teststand

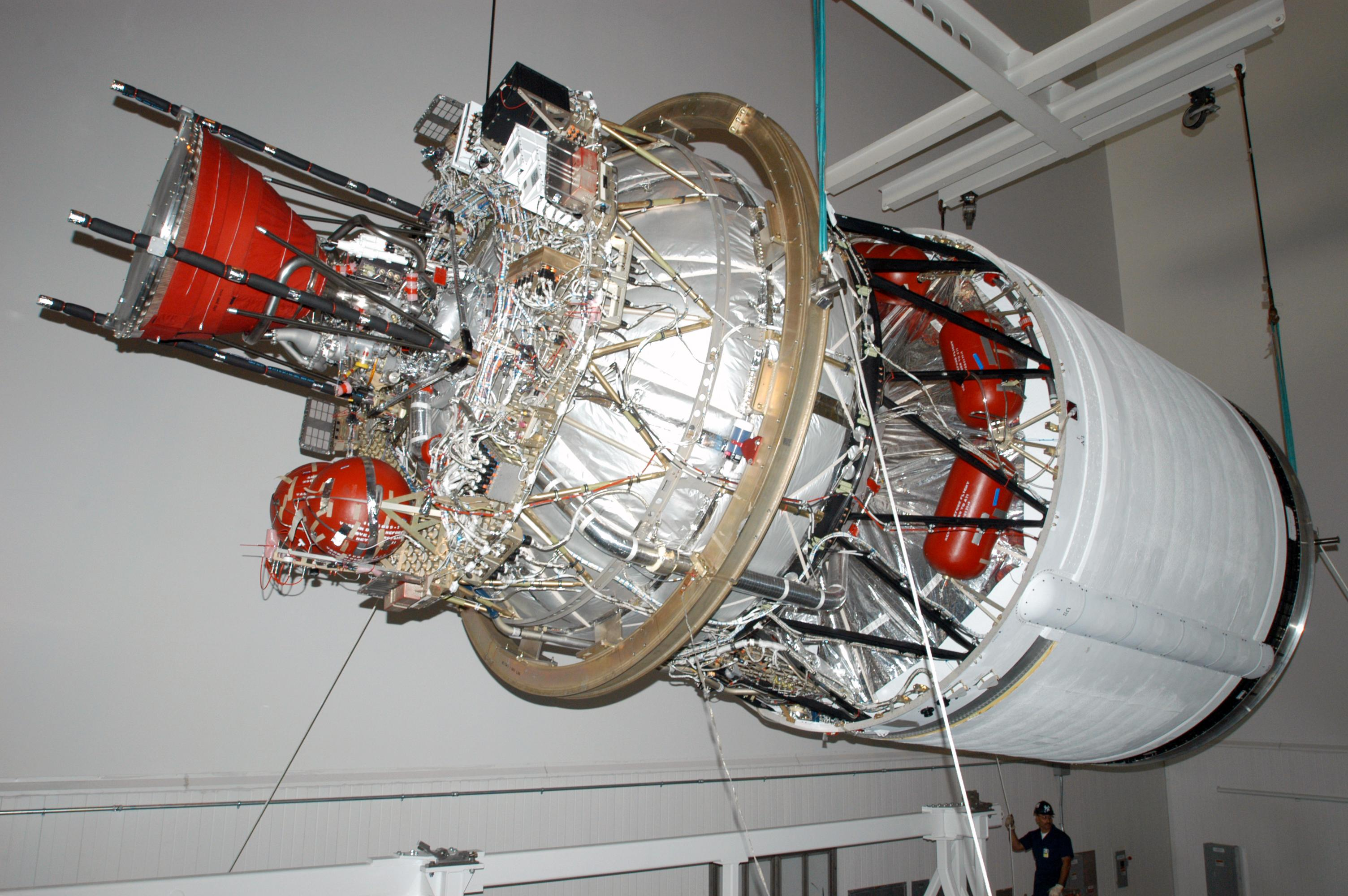
Delta-IV-Zweitstufe mit Triebwerk

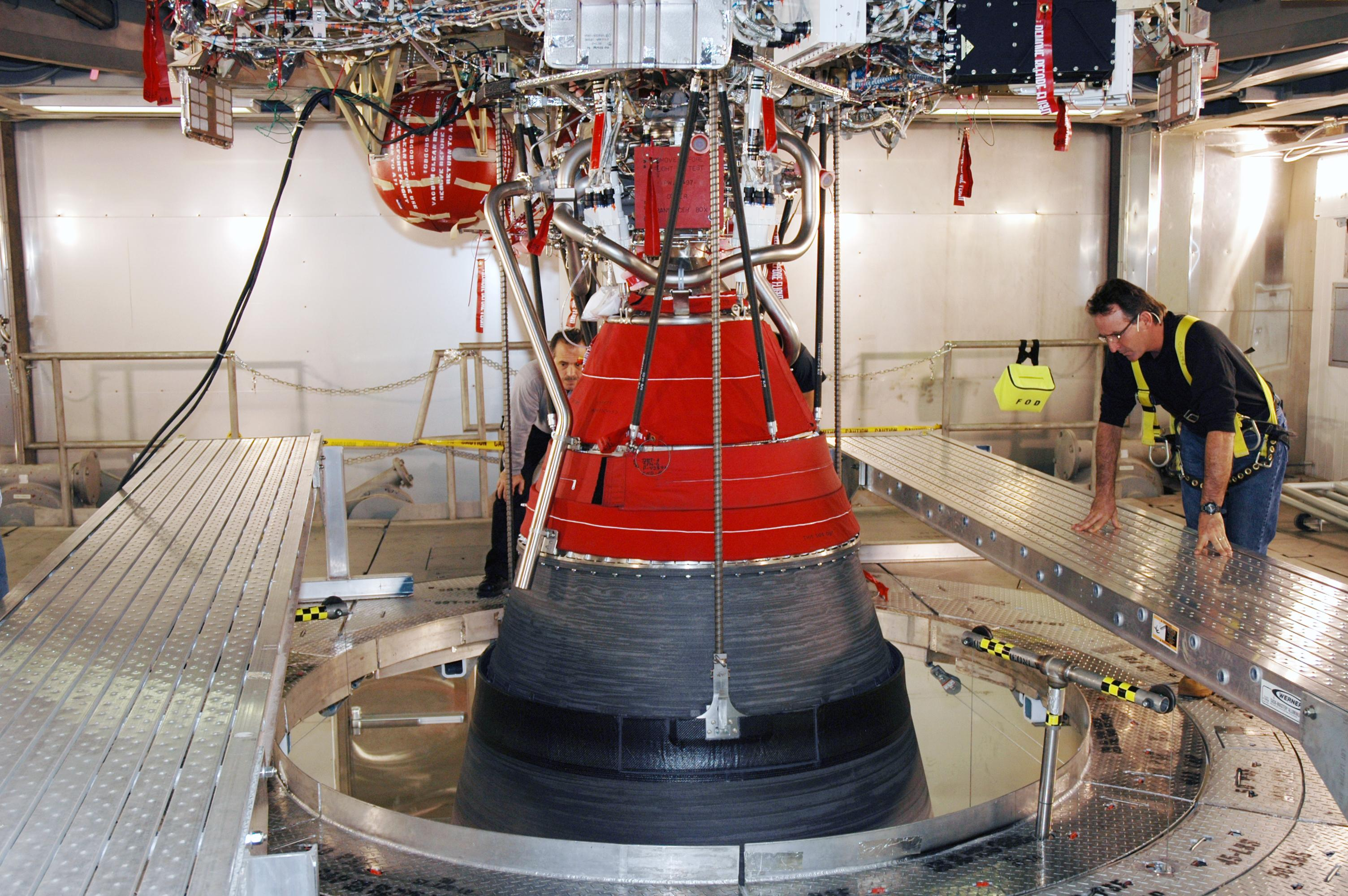
Delta-IV-Zweitstufe mit RL10B-2-Triebwerk

Das RL10 war das erste US-Raketentriebwerk mit Flüssigwasserstoff als Treibstoff. Modernisierte Varianten dieses Triebwerks werden von Aerojet Rocketdyne gebaut und in aktuellen Trägerraketen eingesetzt. Die Oberstufe der Delta IV und die Centaur-Oberstufe der Atlas V verwenden das RL10 als Triebwerk; die Titan-Raketen werden jedoch nicht mehr eingesetzt.

## Geschichte
Die Entwicklung für das RL10 begann 1958 mit der Bestellung einer Centaur-Oberstufe durch die militärische Forschungsorganisation ARPA. Der Triebwerkshersteller Pratt & Whitney sollte dafür einen geeigneten Antrieb entwickeln. Am 1. Juli 1959 wurde das Projekt der NASA übertragen.
Die ersten Tests am Boden begannen 1959. Am 7. November 1960 explodierte ein Triebwerk im Teststand bei West Palm Beach. Der erste Flug sollte am 8. Mai 1962 in der zweiten Stufe einer Atlas-Centaur stattfinden, doch die Rakete explodierte im Flug aufgrund eines Fehlers der ersten Stufe. Ein erfolgreicher Testflug dieser Konfiguration fand am 27. November 1963 statt. Das Triebwerk wurde auch in der zweiten Stufe der Saturn I verwendet und absolvierte seinen Jungfernflug bei der Mission SA-5 am 29. Januar 1964.
Die Version RL10A-5 wurde beim Projekt Delta Clipper, auch DC-X genannt, von McDonnell Douglas eingesetzt, nach dem Absturz und der Explosion des Prototyps bei der Landung während des vierten Testflugs wurde das Projekt jedoch nicht weiter fortgesetzt.

## Aktuelle Einsätze
Die ein bis zwei Triebwerke der Version RL10A-4-2 werden weiterhin in der Oberstufe der Lockheed Martin Atlas V eingesetzt, und ein Triebwerk der Version RL10B-2 in der Oberstufe der Delta IV von Boeing. Seit dem Jahr 2022 werden vier RL10-Triebwerke in der Exploration Upper Stage (EUS) des Space Launch Systems verbaut; dies ist eine ähnliche Konfiguration wie die der Zweitstufe S-IV der Saturn I in den 1960er-Jahren. Auch in der Vulcan-Rakete der United Launch Alliance, deren Erstflug 2024 stattfand, wird das RL10 eingesetzt. Dabei setzte es sich gegen das BE-3-Triebwerk von Blue Origin durch.